# Canavaggia
Canavaggia é uma comuna francesa na região administrativa de Córsega, no departamento da Alta Córsega. Estende-se por uma área de 25,3 km². 